# Sámuel ibn Nagrilla
Sámuel ibn Nagrilla (héberül: שמואל הלוי בן יוסף הנגיד, arabul: أبو إسحاق إسماعيل بن النغريلة), vagy Sámuel Hannágid (héberül: שמואל הנגיד), (Mérida, 993 – Granada, 1056 után) középkori zsidó nyelvtudós.

## Élete és művei
Különböző tisztségeket töltötte be a granadai királyság két uralkodójának, Hábuznak és Badiznak udvarában, rangját a nágid ('fejedelem') cím jelzi. 22 nyelvészeti művet írt, ezekből csak a Gazdaság könyve maradt fenn. Előadásokat tartott a Talmudról, több responzumot is szerzett. A talmudi könyvekhez írott – tradíciótörténeti bevezetést is tartalmazó – kommentárja Hilchátá gabrevátá, talmud-módszertani könyve Mebó Ha-Talmud név alatt ismeretes. Zsoltárszerű költeményeit bibliai mintára  Ben-Tehillimnek ('Zsoltárok fiának') nevezte. Utánozta A példabeszédek- és a A prédikátor könyvét Ben Mislé és Ben Kohelet című axiómagyűjteményeiben. A Jóna ibn Dzsanahhal folytatott tudományos vitájának terméke a Társák levele.

## Magyar nyelvű fordítások
Ibn Nagrilla teljes életműve mindezideig nem rendelkezik magyar nyelvű fordítással. Kisebb szemelvények jelentek meg műveiből:
- Héber költők antológiája – Kardos László műfordításai, Magyar Zsidók Pro Palesztina Szövetsége, Budapest, 1943, 10–12. oldal
- Patai József: Héber költők I–V., műfordítások, Izraelita Magyar Irodalmi Társaság, Budapest, 1910–1912
(Új kiadás → Patai Józsefː Héber költők – A középső kapu (Nemzeti könyvtár sorozatː Magyar ritkaságok rovat, 49. mű, Köves Slomó EMIH vezető rabbi ajánlásával), Magyar Közlöny Lap- és Könyvkiadó, Budapest, 2015, ISBN 978-615-5269-73-8, 19–24. o.)
- Scheiber Sándor: A feliratoktól a felvilágosodásig – Kétezer év zsidó irodalma (Zsidó irodalomtörténeti olvasmányok), Múlt és Jövő Lap- és Könyvkiadó, Budapest, 1997, ISBN 963 85697 4 3, 132–138. o.